# Elaver portoricensis
Elaver portoricensis là một loài nhện trong họ Clubionidae.
Loài này thuộc chi Elaver. Elaver portoricensis được Alexander Petrunkevitch miêu tả năm 1930.